# Guaratinga
Guaratinga è un comune del Brasile nello Stato di Bahia, parte della mesoregione del Sul Baiano e della microregione di Porto Seguro.

## Economia
Si produce cacao e vi si trovano piccole piantagioni di caffè. Si evidenzia anche nella sua economia l'allevamento di bestiame su piccola scala.

## Sport
Principalmente conosciuta per essere la città di nascita dell'atleta Ariela Pinto, campionessa di canottaggio in diverse competizioni nazionali e internazionali.